# Super Furry Animals
Super Furry Animals es una banda de rock procedente de Gales cuyo estilo se inclina hacia el rock psicodélico y la experimentación electrónica. Desde su formación en Cardiff en 1993, la banda ha estado formada por Gruff Rhys (voz, guitarra), Huw Bunford (guitarra y coros), Guto Pryce (bajo), Cian Ciaran (teclados, sintetizadores, guitarra ocasional y voz) y Dafydd Ieuan (batería y voz). El 16 de marzo de 2009, Super Furry Animals lanzó su noveno álbum de estudio, Dark Days / Light Years, de forma digital a través de su página web.
Desde mediados de los 90 es considerada como una de las bandas de referencia del rock alternativo británico.

## Discografía
- Fuzzy Logic (1996)
- Radiator (1997)
- Guerrilla (1999)
- Mwng (2000)
- Rings Around the World (2001)
- Phantom Power (2003)
- Love Kraft (2005)
- Hey Venus! (2007)
- Dark Days/Light Years (2009)